# Jean-Cyril Robin

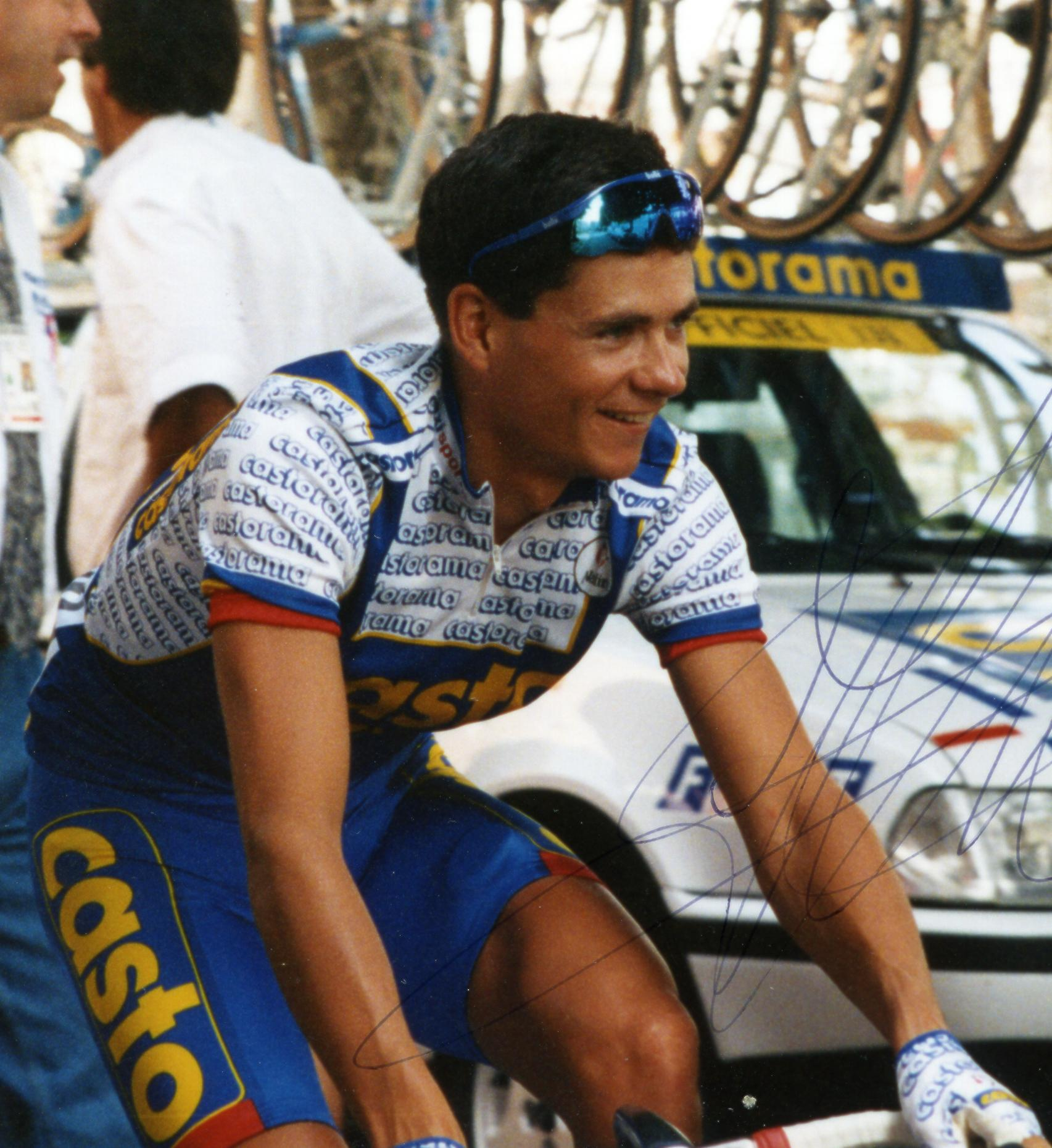
Foto autografiada de Jean-Cyril Robin

Jean-Cyril Robin (nascido a 27 de agosto de 1969 em Lannion) é um ex ciclista francês profissional desde 1991 até 2004.

## Biografia
Passou a profissionais em 1991, com apenas 22 anos, à equipa Castorama. Já em seu primeiro ano finalizou terceiro no Tour d'Armorique, ainda que fundamentalmente se dedicou a aprender numa equipa com corredores da talha de Laurent Fignon, Luc Leblanc, Thierry Marie ou Bjarne Riis, entre outros.
Em 1992 conseguiu a sua primeira vitória no GP Rennes e mais tarde obteve uma etapa no Tour d'Amornique. Nesse mesmo ano estreou no Tour de France finalizando na posição 44. Nesse mesmo ano, alçou-se com a vitória final da Copa da França de ciclismo.
Em 1993, conseguiu a vitória na geral do Tour d'Armonique, além de impor numa etapa. O resto de temporada foi discreta, retirando-se no Tour e só conseguindo um bom resultado, o terceiro posto na Clássica dos Alpes. 1994 foi o pior da sua carreira, já que nem sequer foi selecionado pela sua equipa para o Tour. Correu o Giro onde assinou uma discreta atuação, finalizando no posto 42.
Em 1995, deixou Castorama para alinhar pela Festina-Lotus, para saber até onde podia chegar na geral do Tour. Assinou uma boa vigésima segundo posto. Do resto da temporada destaca a sua vitória de etapa nos Quatro dias de Dunquerque e dois segundos posto no Dauphiné Libéré.
Em 1996 obteve o seu melhor posto no Giro d'Italia, também foi quinto no duro Tour DuPont estadounidense.
Em 1997 procurou outra mudança e foi-se à equipa estadounidense do US Postal, onde se observou uma importante melhoria, finalizando na posição 15 no Tour de France, e se deixando ver em corridas importantes como Dauphiné Libéré (terceiro na geral) ou Tour de Limousin (quinto na geral).
No ano 1998, chegou a sua culminação já que ainda que não obteve nenhuma vitória finalizou sexto no Tour de France. Este séria o seu topo na ronda francesa. Também, foi quarto na Volta a Galiza e meteu-se no top dez de carreiras como Dauphiné Libéré, Campeonato da França, Volta à Catalunha ou Clássica dos Alpes.
Em 1999, abandonou aos americanos pela equipa francesa da Française des Jeux. Este foi um bom ano para Jean Cyril já que voltou a ganhar uma etapa no Tour de Poitu Charentes (foi segundo na geral) e outra etapa na Volta a Trans-Canadá (onde também foi segundo). Também foi terceiro no mundial de Estrada depois de Óscar Freire e Markus Zberg. Outros resultados destacados são o segundo posto no Prémio Bles d'or, quarto no GP Cholet-Pays de Loire ou no Giro da Emilia, quinto no campeonato da França ou oitavo na Route do Sur. Destacar que ficou para perto de conseguir a vitória de etapa no Tour de France, mas finalizou segundo.
Em 2000, abandonou a Française des Jeux para comandar a equipa francesa de nova criação Bonjour. Aqui começou-se a ver a um Robin mais combativo e mais guerreiro procurando fugas. Obteve a sua última vitória como profissional no GP Leon. Completou a temporada com dois segundos postos no Tour de Finisterre e no Tour de Limousin, sexto em Plouay e décimo nono no Tour.
Ao francês começavam-lhe a pesar nos anos, e por isso mudou de mentalidade. Em 2001 foi segundo em Finisterre, quarto em Le Telegramme, sexto em Isbergues e sétimo em Paris-Bourges. No Tour acabou num discreto 56º posto.
Em 2002 regressou à Française des Jeux. Foi um ano discreto, destacando um sexto na Clássica dos Alpes, um oitavo em Dunquerque (segundo numa etapa) ou um nono na Estrada do Sur. No Tour finalizou na posição 32.
Um 2003 muito discreto com tão só um sexto posto no Boucles l´Aulne e um 2004 similar com um sexto posto no Tour de Limousin. A sua última participação, no Tour foi esse ano, finalizando na posição 47. A sua última carreira foi o GP de Plouay onde finalizou no posto décimo primeiro a só 2 segundos do vencedor da prova Didier Rous. Ao finalizar a temporada de 2004 anunciou a sua retirada do ciclismo profissional.

## Palmarés
1992
- G. P. da Villa de Rennes
- Prix de Trégunc
- Copa da França[2]

1993
- Tour d'Armorique

1999
- 1 etapa do Tour du Poitou-Charentes et la Vienne
- 1 etapa do Tour Trans-Canada
- 3º no Campeonato do Mundo em Estrada

2000
- Mi-Août 3

## Equipas
- Castorama (1991-1994)
- Festina (1995-1996)
- US Postal (1997-1998)
- Française des Jeux (1999)
- Bonjour (2000-2001)
- Française des Jeux (2002-2004)